# Nyctibatrachidae
Nyctibatrachidae é uma família de anfíbios da ordem Anura. Está distribuída na Índia e Sri Lanka.

## Taxonomia
São reconhecidos três gêneros para esta família, cada um na sua subfamília:
- Astrobatrachinae Vijayakumar, Pyron, Dinesh, Torsekar, Srikanthan, Swamy, Stanley, Blackburn, and Shanker, 2019 
  - Astrobatrachus Vijayakumar, Pyron, Dinesh, Torsekar, Srikanthan, Swamy, Stanley, Blackburn, and Shanker, 2019
- Lankanectinae Dubois and Ohler, 2001
  - Lankanectes Dubois & Ohler, 2001
- Nyctibatrachinae Blommers-Schlösser, 1993
  - Nyctibatrachus Boulenger, 1882